# Shalate Sekhabi
Shalate Sekhabi (bürgerlich: Kgabang Sekhabi; * 27. Juli 2000 in Mahikeng) ist eine südafrikanische Schauspielerin.

## Biografie
Sekhabi wurde in Mahikeng geboren. Sie ist die Tochter des südafrikanischen Dramatikers und Theaterdirektors Aubrey Sekhabi und von Nontutuzelo Sekhabi. Sie besuchte die Crawford College in Pretoria, wo sie 2018 ihre Schulbildung abschloss. Anschließend studierte sie an der Witwatersrand-Universität.
Im Alter von elf Jahren begann sie eine Modelkarriere bei Steele Models. Ihr Debüt gab sie in den Kurzfilmen A Cup of Sugar und Making a Killing. 2021 wurde sie als Shoki Zwide in die Hauptbesetzung der Seifenoper House of Zwide aufgenommen. 2025 war sie in der Netflix-Serie Go! zu sehen.

## Filmografie
Filme
- 2024: The Fix

Serien
- 2020: The River
- 2021: House of Zwide
- 2021: Rhythm City
- 2025: GO!